# Penélope Delta
Penélope Delta o Pinelopi Delta (en griego: Πηνελόπη Δέλτα) (Alejandría, 24 de abril de 1874-Atenas, 2 de mayo de 1941) fue una escritora griega de libros para jóvenes. 

## Biografía
Hija del comerciante de algodón e influyente político Emmanuïl Benakis, nació en 1874 en Alejandría, Egipto, donde vivió gran parte de su vida. Fue la hermana de Antonios Benakis, coleccionista de arte y fundador del museo Benaki. En 1882  la familia abandona Egipto y se instala en Grecia. Ese mismo año contrae matrimonio con Stéfanos Delta, en un enlace decidido por sus padres en función de los intereses empresariales de la familia. 
Después de la Guerra greco-turca (1897), la familia Delta vuelve a Alejandría y será allí, en 1905, dónde se producirá el hecho que marcará el resto de su vida: conocerá a su gran amor, Ion Dragumis, que en ese momento era el vicecónsul de Alejandría. El callejón sin salida al cual conduce esta relación la llevará a dos intentos de suicidio consecutivos. Ella, mujer de principios, no quiere esconder la situación a su marido, y se la confesará con la esperanza de obtener el divorcio, pero topará con la oposición de su propia familia y con su propio sentido del deber hacia su marido y sus hijos. 
Con Ion Dragumis, aparte del amor platónico, comparte el amor por la patria, una visión sobre el futuro de Grecia y un punto de vista que hacía de los búlgaros los enemigos ancestrales de la nación Griega. Efectivamente, la cuestión de Macedonia, la disputa entre los griegos y los búlgaros por este territorio, se convertirá en unos de los elementos clave de su obra. 
La relación con Ion Dragumis finaliza en 1908, cuando el ya había iniciado otra con la actriz Marika Kotopouli. A partir de aquel momento, y hasta su muerte, Penélope Delta vestirá de negro. Nunca dejó de amarlo, lo cual queda demostrado en las más de dos mil páginas manuscritas que le dedicará. En cierta medida, podríamos decir que, en su vida atormentada, siempre con la tentación del suicidio en el bolsillo en forma de veneno, láudano o arsénico, la literatura se convertirá en una vía de salida. 
En 1912, después de vivir siete años en Fráncfort, la familia Delta vuelve a Alejandía, ciudad que abandonarán definitivamente en 1916 para establecerse en Atenas. Allí se verá atrapada en medio de las luchas mortales entre los partidarios de Eleftherios Venizelos (los liberales) y los realistas, los cuales persiguen y detienen al padre de Penélope, entonces alcalde de Atenas (también fue ministro y diputado venizelista) y, sobre todo, pasará por el trauma que supondrá el asesinato de Ion Dragumis (1920), durante una escaramuza de venizelistas fanáticos. 
En 1925 comienzan a manifestarse los primeros síntomas de la parálisis de las extremidades inferiores que la acabará obligando a vivir inmovilizada en una silla, hasta que, finalmente, el 27 de abril de 1941, día en que las tropas alemanas entra en Atenas, decide tomar una dosis letal de veneno que le provocará la muerte cinco días más tarde. 
Penélope Delta es la bisabuela de Antonis Samarás, Primer ministro de Grecia entre el 20 de junio de 2012 y el 26 de enero de 2015.

## Obras
Penélope Delta es la primera autora de obras dirigidas a niños de la literatura neogriega y, sin duda, un punto de referencia en el género, como demuestran las constantes reediciones de su obra y, lo que es más importante, la presencia de su nombre en la memoria de los lectores griegos, los mayores y los más pequeños. 
La idea de dedicarse a la literatura infantil responde a la necesidad de ofrecer a los niños griegos libros interesantes y entretenidos, escritos en una lengua sencilla y comprensible para ellos. Naturalmente, esto implicaba el uso de la lengua popular, la dimotikí, de la cual ella es firme partidaria, frente a la lengua pura, la katharévusa. De hecho, conoció y colaboró con la mayoría de los demoticistas de la época: Kostís Palamàs, Argiris Eftaliotis, Manolis Triandafil·lidis, Psikharis, etc.
Pero su objetivo principal es dar a conocer a los niños las páginas más brillantes de la historia de Grecia y transmitirles el amor por la patria. Así, gran parte de su obra se puede considerar novela histórica infantil, centrada básicamente en dos temas: Bizancio y Macedonia. 

### Lista de obras destacadas
- Cuento sin nombre (1910)
- En tiempos del Matabúlgaros (1911)
- Toni el atolondrado (1932)
- Bribón (1935) (única obra publicada en España, en catalán, bajo el título de En Polissó)
- En los secretos del pantano (1937)